# صفرانة (نبات)
صفرانة أو صفراء الحالة أو الأقحوان الناعس (الاسم العلمي: Xanthisma)، جنس نباتات مُزهرة من النجمية.
يشتق الاسم العلمي من اليونانية القديمة "xanthos" وتعني «الأصفر» و"-ismos" وتعني «الحالة». وصف أول مرة في عام 1836 من مواد تم جمعا في «مقاطعة تكساس المكسيكية».

## أنواع نبات الصفرانة
الأنواع 
- صفرانة شوك الضب (الاسم العلمي:Xanthisma blephariphyllum)
- صفرانة كولورادية (الاسم العلمي:Xanthisma coloradoense)
- صفرانة نحيلة (الاسم العلمي:Xanthisma gracile)
- صفرانة غريندلية (الاسم العلمي:Xanthisma grindelioides)
- صفرانة مخفية الرأس (الاسم العلمي:Xanthisma gymnocephalum)
- صفرانة جصية (الاسم العلمي:Xanthisma gypsophilum)
- صفرانة أسلية (الاسم العلمي:Xanthisma junceum)
- صفرانة متناقضة (الاسم العلمي:Xanthisma paradoxa)
- صفرانة خشنة (الاسم العلمي:Xanthisma scabrellum)
- صفرانة شوكية (الاسم العلمي:Xanthisma spinulosum)
- صفرانة تكسانية (الاسم العلمي:Xanthisma texanum)
- صفرانة غروية (الاسم العلمي:Xanthisma viscidum)
- صفرانة رملية (الاسم العلمي:Xanthisma arenarium)
- صفرانة برلنديرية (الاسم العلمي:Xanthisma berlandieri)
- صفرانة كروتشفيلدية (الاسم العلمي:Xanthisma crutchfieldii)
- صفرانة دورموندية (الاسم العلمي:Xanthisma drummondii)
- صفرانة مقطعة الأوراق (الاسم العلمي:Xanthisma incisifolium)
- صفرانة جونستونية (الاسم العلمي:Xanthisma johnstonii)
- صفرانة شبه مرسية الشكل (الاسم العلمي:Xanthisma pseudorestiforme)
- صفرانة مرسية الشكل (الاسم العلمي:Xanthisma restiforme)
- صفرانة جذمورية (الاسم العلمي:Xanthisma rhizomatum)
- صفرانة ضيقة الفلقات (الاسم العلمي:Xanthisma stenolobum)
- صفرانة ويغينسية (الاسم العلمي:Xanthisma wigginsii)